# Rideau d'eau
Un rideau d'eau, ou queue de paon est un système de lutte contre l'incendie, qui sert à projeter de l'eau dans plusieurs jets formant des arcs de cercle (et rappelant grossièrement la forme d'une queue de paon). En plus de permettre une extinction des flammes, celui-ci permet de maîtriser les fumées, la chaleur, les gaz et les poussières. Ce système existe en version fixe mais également mobile.